# Ernst Heinrich Karl von Dechen
Ernst Heinrich Karl von Dechen (Berlin, 1800. március 25. – Bonn, 1889. február 15.) német geológus.

## Élete
18 éves korában a berlini egyetemre iratkozott be, ezután bányászatot tanult Bochumban és Essenben.  Tanulmányainak befejezése után királyi bányaelőadó lett, 1828-ban pedig már főbányabiztos volt Bonnban. 3 évvel később főbányatanácsos és miniszteri referens Berlinben, 1834-ben az ottani egyetemen a bányászat rk. tanára, 1841-ben pedig a rajnai-tartományok bányahivatalának főnökéül küldték Bonnba. Fiatalkorában utakat tett, hogy megismerhesse a különböző államok bányászati rendszereit. Ezért járt Angliában és Skóciában is Karl von Oeynhausen társaságában. 1859-ben megbízták a bányaosztály vezetésével a kereskedelmi minisztériumban, 1860-ban mint főbányakapitány és a porosz királyi bányák főigazgatója tért vissza Bonnba.
1864-ben nyugalomba vonult, hogy kizárólagosan a tudománynak éljen és ekkor a belső titkos tanácsosi címet kapta. Azon 27 évi szolgálati idejére esik a rajnai bányászat és kohászat fényes felvirágzása, mely alatt a bonni bányahatóság élén állott. Legelső tudományos értekezését 22 éves korában adta közre: Bemerkungen über das Liegende des Steinkohlengebirges in der Grafschaft Mark. 1823-ban jelent meg: Bemerkungen über den nordlichen Abfall des Niederheimisch-westphälischen Gebirges. Ettől kezdve igen sok munkája látott napvilágot, melyek közül nevezetesebbek: Die vulkanischen Punkte in der Gegend bei Bertrich (1824); Geognostische Umrisse der Rheinlande (Berlin 1825, 2 k. Öynhausen és Laroche-sal együtt); Geognostische Karte der Rheinlande (uo. 1825, ugyanazokkal együtt); Das Flötzgebirge am nördlichen Abfalle des Riesengebirges (Berlin, 1833); Geognostische Uebersichtskarte von Deutschland, England, Frankreich und den Nachbarländern (uo. 1839, 2. kiadás 1869); Ueber die Schichten im Liegenden des Steinkohlengebirges (Bonn, 1850); Sammlung der Höhenmessungen in der Rheinprovinz (Bonn, 1852); Geognostische Führer in das Siebengebirge (uo. 1852; 2 kiad. 1861); Zur Vulkanreihe der Vordereifel (uo. 1861, 2. kiad. 1885); Zum Laacher See (uo. 1864), mely utóbbi 3 munkája nemcsak szakkörökkel ismertette meg e nevezetes vulkáni vidékeket, de felkeltette irántuk az érdeklődést a nagyközönségben is. De ezzel a munkával ezúttal befejezte az előkészületeket ahhoz a nagy munkához, melynek alapján elkészítette a rajnai tartomány és Vesztfália nagy geológiai térképét (1855-1882). Két kötetre terjedő magyarázatot is írt e térképhez (Bonn, 1870-84). 1866-ban másolatot készített erről 1:500000 mérték szerint, mely 1883-ban második kiadást ért.
1873-ban adta ki gyakorlatilag is fontos munkáját: Die nutzbaaren Mineralien und Gebirgsarten im Deutschen Reiche (Berlin); A német geológiai társaság megbízásából szerkesztette: Geologische Karte von Deutschland (Berlin 1869, 2 lap szöveggel). 1832-ben átdolgozta De La Beche geológiáját. Sok tudományos egyesületnek tagja és elnöke volt; ő alapította a wesztfáliai természettudományi társulatot. Tiszteleti tagja volt a magyarhoni földtani társulatnak is. A Drachenfelsre vezető út egyik magaslatán emlékoszlopot emeltek tiszteletére. Életrajzát Laspeyres bonni egyetemi tanár írta meg (Bonn, 1890). Fő műve a rajnai porosz és a vesztfáliai területek geológiai térképének elkészítése volt. 35 oldalt készített 1:80 000-es méretaránnyal, két kötet értelmező szöveggel együtt adta ki őket (1855-1882). Németország kisebb geológiai térképét is megjelentette.